# Лось Іван Григорович
Іван Григорович Лось (нар. 23 вересня 1904, Сокілка — пом. 26 квітня 1985, Київ) — український радянський живописець; член Спілки радянських художників України з 1939 року.

## Біографія
Народився 23 вересня 1904 року в селі Сокілці (нині село Правобережна Сокілка Полтавського району Полтавської області, Україна). У 1926 році у рідному селі встановив пам'ятник Тарасу Шевченку. 1928 року закінчив Київський художній інститут, де навчався у Федора Кричевського.
Протягом 1928—1932 років очолював мультиплікаційний відділ кіностудії у Києві; працював у Театрі Київського військового округу. Брав участь у німецько-радянській війні. Нагороджений орденом Червоної Зірки (7 листопада 1944), медаллю «За бойові заслуги» (9 березня 1944).
Упродовж 1948—1958 років — головний художник малярсько-скульптурного комбінату і у 1955—1971 роках — голова художньої ради Художнього фонду УРСР. Жив у Києві, в будинку на вулиці Червоноармійській, № 42, квартира № 4. Помер у Києві 26 квітня 1985 року.

## Творчість
Працював у галузі станкового живопису. Створював портрети, пейзажі, картини на літературну та історичну тематику. Серед робіт:
- «Тарас Шевченко у кріпацькій сім'ї читає свої твори» (1939, Шевченківський національний заповідник);
- «На Ворсклі» (1949);
- «Тарас Шевченко серед селян в Україні» (1949—1950, Національний музей Тараса Шевченка);
- «Юрій Збанацький» (1951);
- «Суботів. Три криниці» (1953);
- «Осінь» (1956);
- «Рідний край» (1957);
- «Тарас Шевченко в Україні» (1961);
- «Друзі у неволі. Тарас Шевченко і Андрій Обеременко» (1962; 1964);
- «Північний Кавказ» (1966);
- «Повстання селян на чолі з Кармалюком» (1968);
- «Богдан Хмельницький» (1968);
- «Дума про Володимира Леніна» (1969);
- «Рідна Полтавщина» (1970).

Брав участь у республіканських виставках з 1937 року.
Крім вище зазначених музеїв, деякі полотна зберігаються у Національному музеї історії України у Києві, Музеї історії Полтавської битви, Полтавському, Миколаївському і Сумському художніх музеях, Лубенській галереї образотворчого мистецтва, Чернігівському літературно-меморіальному музеї Михайла Коцюбинського, Кобеляцькому музеї літератури і мистецтва, Музеї Тараса Шевченка у Торонто.